# IC 4916
IC 4916 је спирална галаксија у сазвјежђу Телескоп која се налази на листи објеката дубоког неба у Индекс каталогу.
Деклинација објекта је - 50° 16' 19" а ректасцензија 19h 58m 19,2s. Привидна величина (магнитуда) објекта IC 4916 износи 13,6 а фотографска магнитуда 14,4. IC 4916 је још познат и под ознакама ESO 233-13, PGC 63902.